# Ellen Thaler
Ellen Thaler-Kottek (* 29. Oktober 1933 in Innsbruck; † 13. Februar 2024 ebenda) war eine österreichische Zoologin und Verhaltensforscherin.

## Leben
Ellen Thaler studierte Zoologie und Psychologie an der Universität Innsbruck. Von 1978 bis 1994 war sie die stellvertretende Direktorin des Alpenzoos Innsbruck. Außerdem war sie Kuratorin für Vögel. Danach war sie außerordentliche Universitätsprofessorin für Ethologie und Tiergartenbiologie an der Universität Innsbruck, Abteilung Ökologie und Limnologie.
Ellen Thaler hatte ihren Schwerpunkt in der Ornithologie und beschäftigte sich mit verschiedenen Projekten zur Auswilderung von in Gefangenschaft nachgezüchteten Arten wie dem Waldrapp (Geronticus eremita).
Seit 1989 befasste sie sich auch intensiv mit dem Verhalten von Korallenfischen in der Natur und im Aquarium. Sie unternahm Studienreisen an das Rote Meer, auf die Seychellen und nach Malaysia. Schwerpunkte ihrer Forschung waren die Fähigkeit zur Geschlechtsumwandlung bei den meisten marinen barschartigen Fischen sowie die ökologischen Phänomene Symbiose und Mimikry.
Ellen Thaler publizierte regelmäßig in den aquaristischen Fachzeitschriften DATZ, KORALLE und Der Meerwasseraquarianer.

## Auszeichnungen
- 1999 Konrad-Lorenz-Medaille

## Schriften
- Die Goldhähnchen: Winter- und Sommergoldhähnchen – Regulus regulus, Regulus ignicapillus. Dissertationsschrift 1979. A. Ziemsen Verlag, Wittenberg Lutherstadt 1990, ISBN 3-89432-367-1. (Die Neue Brehm-Bücherei Bd. 597)
- Fische beobachten. Verhaltensstudien an Meeresfischen und Wirbellosen im Aquarium und im Freiwasser. Ulmer Verlag, Stuttgart 1995, ISBN 3-8001-7322-0.
- Doktorfische im Meerwasseraquarium. Natur-und-Tier-Verlag, Münster 2008, ISBN 978-3-86659-082-3.
- Die Stunde des Chamäleons: Erinnerungen einer Verhaltensforscherin. Natur-und-Tier-Verlag, Münster 2013, ISBN 978-3-86659-242-1.
- Gscheite Tiere: Intelligenz und Lernleistung im Tierreich. Natur-und-Tier-Verlag, Münster 2016, ISBN 978-3-86659-306-0.
- mit Roby Bresson (Hrsg.): Glasträume – Geschichten über Noddis Island. Eigenverlag, Innsbruck 2018, ISBN 978-3-900122-14-0.